# Rhinebeck
Rhinebeck es un pueblo ubicado en el condado de Dutchess en el estado estadounidense de Nueva York. En el año 2010 tenía una población de 7.548 habitantes.

## Geografía
Rhinebeck se encuentra ubicado en las coordenadas 41°55′39″N 73°54′31″O / 41.92750, -73.90861. Según la Oficina del Censo, la ciudad tiene un área total de 103,2 km² (39,8 mi²), de la cual 93,9 km² (36,3 mi²) es tierra y 9,2 km² (3,6 mi²) (8.96%) es agua.

## Demografía
Según la Oficina del Censo en 2000 los ingresos medios por hogar en la localidad eran de $52,679, y los ingresos medios por familia eran $67,837. Los hombres tenían unos ingresos medios de $49,028 frente a los $31,995 para las mujeres. La renta per cápita para la localidad era de $29,069. Alrededor del 9.7% de la población estaban por debajo del umbral de pobreza.